# ألكسندر تيوفيل فاندرموند
ولد ألكسندر تيوفيل فاندرموند في باريس في الثامن والعشرين من فبراير عام 1735 وتوفي في باريس في الأول من يناير عام 1796. هو عالم رياضيات فرنسي و أيضا عالم اقتصاد و موسيقي و عالم كيمياء. عمل مع إيتيين بوزو وأنطوان لافوازييه.